# Pintura religiosa

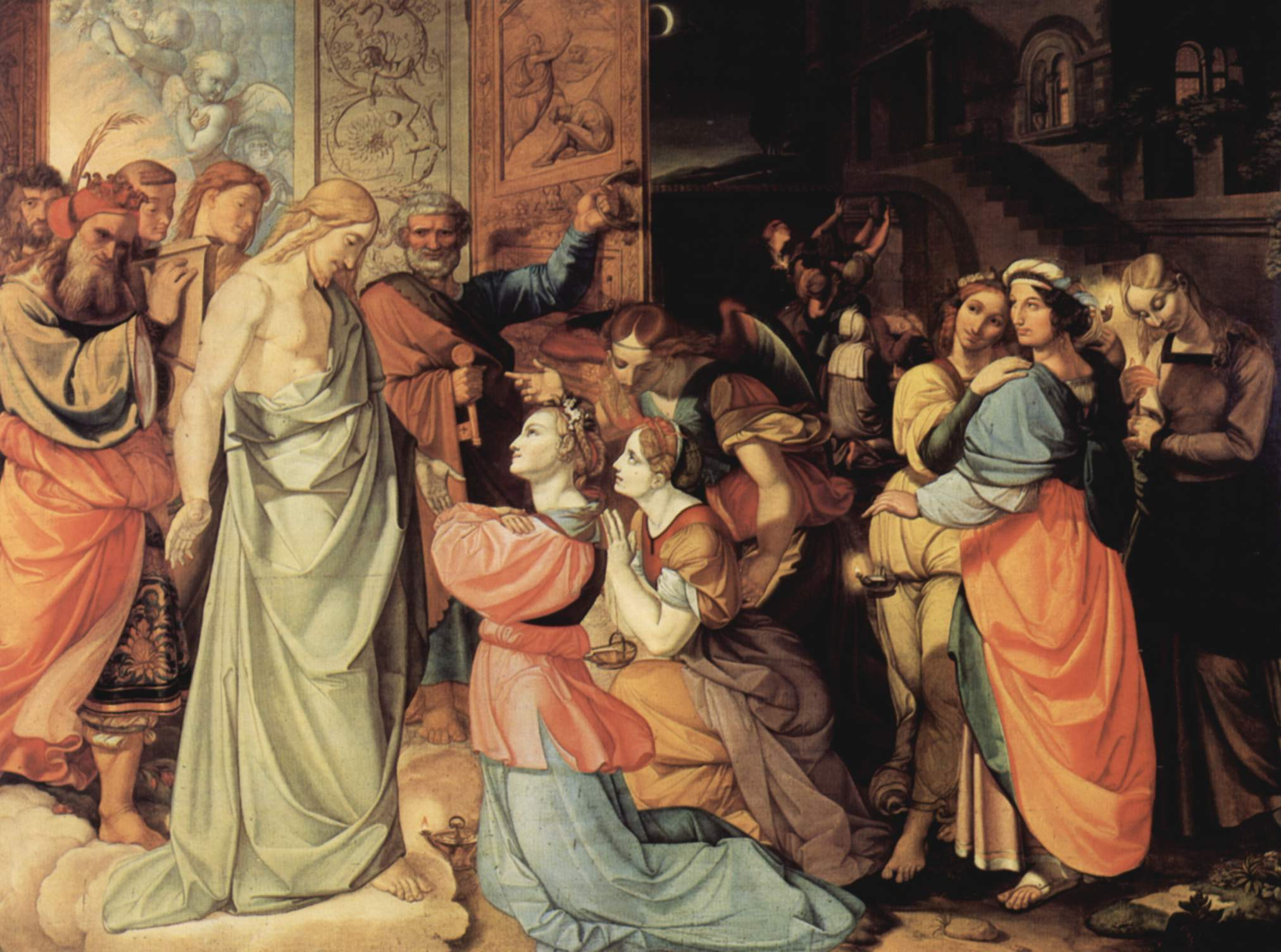
As virgens prudentes e as virgens imprudentes, obra de Peter von Cornelius, pintura a óleo, 1813 - 1819, Düsseldorf, Museu de Arte Clássica.

A pintura religiosa é a que tem como tema as representações de  textos sagrados, especialmente dentro das três grandes religiões monoteístas. É um subgênero dentro da categoria geral da pintura histórica caracterizada, na Europa, pela escolha de cenas que representam o Antigo ou o Novo Testamento, bem como as vidas dos santos e outros textos apócrifos cristãos. É um gênero amplamente desenvolvido, que constitui uma parte muito importante da produção artística dos pintores em determinadas épocas. A pintura religiosa desenvolve-se principalmente em três grandes culturas monoteístas: cristianismo, judaísmo e islamismo, e cada uma destas culturas desenvolve os cenário e a narrativa de diferentes modos.